# Галија (брод)
Галија (грч. γαλέα []) је антички брод којег су у потпуности покретали веслачи, а користио се за ратовање и трговину. Извори у којима се помиње употреба весала потичу из времена египатског Старог краљевства. Многе галије су имале јарболе и једра, како би их користиле када су ветрови били повољни.
Разни типови галија доминирали су у поморском ратовању на Средоземном мору од Хомеровог доба до развоја ефикасне морнаричке топничке вештине у 15. и 16. веку. Галије су биле коришћене у ратовима старе Персије, Грчке, Картагине и Рима, све до 4. века. Након пада Римског царства, галије се такође користе у византијској морнарици и осталим наследницама Римског царства, као и у новим муслиманским државама, додуше, у мањем обиму. Средњовековне медитеранске државе, посебно италијанске приморске републике, укључујући Венецију, Пизу и Ђенову, користиле су галије све до појаве океанских ратних бродова, када су постале превазиђене. Битка код Лепанта 1571. године била је једна од највећих поморских битака у којима су галије одиграле одлучујућу улогу. Галије су се користиле као главно пловило све до увођења широкотрупних ратних бродова са једрима на Медитерану у 17. веку, након чега је њихова употреба настављена али у мањем обиму све до појаве парног погона, када су потпуно избачене из употребе.

## Античке галије

### Прве галије
Прве грчке галије појавиле су се на Средоземљу почев од 2. миленијума п. н. е. Грци су градили прве трговачке бродове са четвртастим једрима — и користили их за пловидбу по Медитерану. Прва ратна пловила, описана у Хомеровим еповима и приказивана на цртежима, имала су један ред веслача дуж сваке стране заједно с веслима, како би омогућила брзину и управљање.
Први морнари имали су мало навигационих оруђа. Већина античких и средњовековних бродова није се много удаљавала од обале због лакоће пловидбе, трговине, као и обалних струја и ветрова. За разлику од бродова с једрима, за галије је пловидба близу обале била од нарочите важности, зато што им је било неопходно чешће снабдевање питком водом за велику посаду као и мање отпорности на невреме. Насупрот једрењацима, галије су могле да користе мале увале и плаже као луке, да плове узводно уз реке, да плове у плитким водама, а могле су и да се вуку преко копна како би се пловило на језерима или другим деловима мора. То их је чинило погодним за покретање напада на копну. У антици је најпознатија превлака за пренос био Коринтски диолкос. Најкасније 429. п. н. е., али вероватно и раније, галије су прилагођене за превоз коња који су пружали коњичку подршку пешадији која се такође превозила галијама.
Компас се није користио у пловидби све до 13. века, а секстанти, октанти, поуздани поморски хронометри и математика потребна за одређивање географске дужине и ширине развијени су много касније. Антички морепловци оријентисали су се према сунцу и ветровима. До првог миленијума п. н. е. почеле су да се користе звезде за ноћну пловидбу. До 500. п. н. е. појавило се звучно слово.
Пошто су се галије радије пловиле при обали него на отвореном мору, у складу с тим морале су да буду оспособљене за такво маневрисање. Могле су да плове без обзира на смер или снагу ветра дневне експедиције преко отворених вода, а мноштво весала обезбеђивало је поуздано руковање и кретање.

### Пентеконтери
Развој овнастог прамца око 800. п. н. е. променио је природу поморског ратовања, које се дотад састојало од искрцавања на супротни брод и на борбу прса у прса. Садашњи, много покретљивији бродови могли су учинити спорије бродове бескориснима пробијајући им бокове. Није сигурно познато да ли су победници поморских битака обично потапали своје противнике, будући да иста грчка реч може значити „потопљен“ или „натопљен“, а сачувани извештаји говоре како су победничке галије теглиле поражени брод из битке. Археолошки остаци неколико потопљених бродова сугеришу да победници нису обично потапали поражене. Најпознатији део галије који је сачуван у мору, из антике, јесте Атлитов бронзани ован. Једини други делови античких галија који су сачувани јесу делови две феничанске биреме нађене близу западне Сицилије. Процењује се да су ове феничанске галије биле дуге 35 метара и широке 4,80 метара с истискивањем од 120 тона. Обе биреме имају лако сломивог упереног овна који више наликује асирским цртежима него Атлитовом овну. Претпоставља се да је овај тип овна био дизајном предвиђен да се одломи при судару чиме би заштитио пробијајуће пловило од оштећивања самог себе.
Галије су извлачене из воде кад год је то било могуће како би остале суве, лагане и брзе и како би се спречила појава црва, труљење и наношење морске траве. Галије су обично проводиле зиму у бродским хангарима иза којих су остали нарочити археолошки остаци. Постоје докази да су трупови феничанских олупина били обложени оловом.
Грађење ефикасне галије представљало је велике техничке проблеме. Што брже брод плови, то више енергије троши. Што је брод дужи, то може брже да плови, али доступна технологија на античком Медитерану отежавала је конструкцију дугих бродова. Кроз процес покушаја и грешака монореме — галија са једним редом веслача на свакој страни — досегла је врхунац развоја у пентеконтеру, галији дугој око 38 метара са по 25 веслача на свакој страни. Историчари верују да је пентаконтер могао достићи брзину од око 9 чворова, само отприлике чвор спорије од модерних тркачких веслачких бродова. Како би се очувала снага тако дуге лађе, разапети су напети каблови од прамца до крме; то је осигурало чврстину без додавања тежине. Ова техника такође је држала зглобове трупа под притиском — били су затегнутији и водоотпорнији. Напетост код модерних реплика трирема показује да су противпрегибни каблови развијали силу од 300 kN.

### Биреме и триреме
Око 7. и 6. века п. н. е. дизајн галија се променио. Бродоградитељи, вероватно Феничани, поморски народ који је живео на јужним и источним обалама Медитерана, додали су други ред весала изнад првог створивши бијеру или бирему, иако се ови термини вероватно нису користили у то време. Идеја је имитирана широм Медитерана. Убрзо затим додат је и трећи ред, додавањем продужења трупу биреме. Ове нове галије постале су познатије под именом тријерес, што би у преводу значило „три реда“; Римљани су овакав дизајн називали триремис, што би се могло превести као „трирема“. Порекло ових промена остаје непознато; Тукидид приписује идеју бродоградитељу Аминоклу из Коринта око 700. п. н. е., док неки учењаци одбацују пву претпоставку и тврде да је дизајн настао у Феникији. Херодот је први који помиње триреме: он наводи да је Поликрат, тиранин са Самоса, имао триреме у својој флоти 539. п. н. е.
Почетком 5. века п. н. е. градови-државе у Грчкој и Персијско царство у експанзији под Даријем и Ксерксом дошли су у сукоб.
Персијанци су унајмили бродове од својих феничанских сатрапа. Иако су Атињани однели победу на копну у бици код Маратона 490. п. н. е., увидели су да су копнене битке против многобројних Персијанаца, дугорочно гледано, безнадежне. Када су стигле вести да је Ксеркс почео да сакупља огромну нападачку силу у Малој Азији, грчки градови су повећали обим својих ратних флота: 482. п. н. е. атински вођа Темистокле започео је програм изградње 200 трирема. Пројекат је доживео значајан успех, јер према изворима, 150 атинских трирема борило се у бици код Саламине 480. п. н. е. и допринело поразу Ксерксове инвазионе флоте.
Триреме су се бориле у поморским биткама током Пелопонеских ратова (431—404. п. н. е.), укључујући битку код Егоспотама 405. п. н. е. којим су Спарта и њене савезнице запечатиле пораз Делског савеза.

### Квинквереме и полиреме
За веслање на бродовима који су се користили у време Пелопонеских ратова била је потребна поприлична вештина, а у 4. веку п. н. е. није било довољно вештих веслача који би задовољили потребе великог броја трирема. Потрага за дизајном у којем би веслачи могли да користе снагу својих мишића уместо вештине навела је Дионисија из Сиракузе да сагради тетререс, тј квадрирему и пентерес, односно квинкверему.
Према модерним историчарима бројеви који су се користили на тим великим галијама означавали су број редова весала са сваке стране, а не бројеве веслача. Стога су квадриреме имале три могућа дизајна: један ред весала са четири човека на сваком веслу, два реда весала са два човека на сваком веслу или три реда весала са два човека на сваком веслу. Вероватно су постојале галије са сва три дизајна. Научници верују да су квинквереме имале три реда весала са сваке стране са два човека на сваком веслу.
Уз промену дизајна галије дошло је и до повећаног поуздања у тактику попут искрцавања и коришћења ратних бродова као платформи за артиљерију. У ратовима дијадоха, наследници царства Александра Великог саградили су значајно брже и веће галије. Македонија је 340. п. н. е. градила сексиреме, вероватно са два човека на сваком од три весла, а 315. п. н. е. септиреме које су учествовале у бици код Саламине на Кипру. Деметрије Полиоркет водио је поморски рат против Птолемеја Египатског, па је у ту сврху градио осмерце, деветерце, десетерце, дванаестерце и коначно шеснаестерце. Каснији Птолемеји наставили су овај тренд проширења, створивши двадесетерце и тридесетерце, а током владавине Птолемеја IV створен је и четрдесетерац дуг преко 120 метара који је вероватно служио као изложбени примерак. Према детаљном опису четрдесетерца, брод је имао два прамца и две крме, па је тај опис уз остале доказе довео до веровања да је четрдесетерац, а вероватно и двадесетерац и тридесетерац, био конструисан попут огромног катамарана са довољно простора између трупова како би веслачи у средини могли да веслају. Палуба изнад њих, простирући се на два трупа, могла је да прихвати пар хиљада морнара.
Политичко уједињење читавог Средоземног мора које је дошло са Римским царством смањило је потребу за ратним бродовима. До 79. године римска морнарица вероватно у служби није имала ништа веће од квадриреме, будући да је Плиније Старији, командант флоте, истражио ерупцију Везува у квадриреми, која је вероватно била његов заставни брод и највећа класа пловила у флоти. Последњи спомен трирема налазимо код Зосима, 324. године када је Константинов син Крисп поразио Лицинија у бици код Хелеспонта: наводно је 8.030 пловила на весла поразило 200 трирема. Галије са два низа весала биле су познате у 9. и 12. веку, али се континуитет развоја кроз средњи век не може утврдити. Бродовима у античком свету, вероватно укључујући галије, конструисана је прво оплата, док ју оквир додаван касније. Код средњовековних бродова, укључујући и галије, прво се конструисао оквир.

## Средњовековне галије

### Технички описи средњовековних галија
Најранији технички опис галије налази се код Карла I од Сицилије 1275. године. Свеукупна дужина била је 39,3 м, дужина кобилице 28,03 м, а дубина 2,08 м. Ширина трупа била је 3,67 м, а ширина између аутригера била 4,45 м. Средњовековна галија имала је 108 весала, већина дужине 6,81 м, а нека и 7,86 м, 2 кормила од 6,03 м. Предњи јарбол и средњи јарбол били су високи 16,08 м, односно 11 м: обим оба био је 0,79 м, дужина стоваришта 26,72 м, 17,29 м. Свеукупно истискивање, односно волумен течности који брод истисне при свом највећем газу својим подводним делом, износио је приближно 80 метричких тона. Овај тип пловила имао је два, касније три, човека на клупи, а сваки је имао своје весло. То је пловило имало много дужа весла од атинске триреме чија су весла имала дужину од 4,41 м и 4,66 м. Овај тип пловила називао се galia sottil. Према Ландстрему, ове галије нису имале овна, јер је абордажа била важнија од пробијања.
Средњовековне галије попут ове биле су прве које су користиле поморске топове, као додатак кљуну изнад водене линије, дизајнираном да пробије непријатељски аутригер. Само су током 16. века бродови који су се називали галијама повећали број људи на сваком веслу.
У бици код Лепанта 1571. године, стандардне млетачке ратне галије дугачке 42 м и широке 5,1 м (6,7 м са веслачким оквиром) имале су газ од 1,7 м и надвође од 1 м, а празне су тежиле око 140 тона. Велики заставни бродови, познатији као лантерне, били су дугачки 46 м и широки 5,5 м (7,3 м са веслачким оквиром), и имали су газ од 1,8 м, надвође од 1,1 м, а тежиле су око 180 тона. Стандардне галије имале су 24 веслачке клупе са сваке стране са по три веслача. Свака клупа на обема странама могла се уклонити како би се направило место за платформу на којој су се смештали мали чамци и пећ. Посада се обично састојала од 10 официра, око 65 морнара, топника и осталог особља, и 138 веслача. Лантерне су имале 27 клупа са сваке стране са 156 веслача и посаду од 15 официра и око 105 осталих морнара. Ове регуларне галије носиле су на прамцу један топ од 23 кг или кулверину од 15 кг, као и четири лакша топа и четири закретна топа. Веће лантерне носиле су један тежак топ плус шест кулверина тешких између 5,5 и 2,72 кг, као и осам покретних топова.

### Средњовековне трговачке галије
У 14. и 15. веку трговачке превозиле су путнике и скупоцену робу. Главне дестинације биле су ходочасничка путовања у Свету земљу, путовања по Медитерану, између Средоземног и Црног мора, између Медитерана, Брижа и Саутхемптона. Иако су се у те сврхе првенствено користила једра, весла су се користила за улазак и излазак из многих трговачких лука. Године 1447, на пример, планирано је да фирентинске галије повежу 14 лука на свом путу до Александрије. Постојање весала омогућавало је тим бродовима пловидбу близу обале где су могли да искоришћавају копнене и морске ветрове и приобалне струје како би сигурније и релативно брже путовали. Бројне посаде такође су обезбеђивале заштиту против пиратерије. Ови су бродови били врло брзи; фирентинска велика галија која је напустила Саутхемптон 23. јануара 1430. вратила се у своју луку у Пизи након 32 дана. Биле су толико сигурне да роба на њима често није била осигурана. Величина ових бродова се током овог периода повећавала, и на основу њих створени су  галијаси.

## Галије у северној Европи
За разлику од античких медитеранских галија, на подручју северне Европе постоје бројни археолошки остаци средњовековних северних галија пронађени на бродским гробљима. Најзапањујућији налаз је брод Гокстад. Развој викиншких дугих бродова и кнарова, средњовековних северноевропских клинасто грађених галија, био је пропраћен употребом четвртастих весала и редова весала, те су били веома слични својим нордијским претходницима.
У водама западно од Шкотске између 1263. и 1500. шкотски племићи користили су галије за ратовање и превоз између својих поморских поседа у које су спадали западна обала Шкотског побрђа, Хебриди, и Антрим у Ирској. Они су користили ове бродове у поморским биткама и током напада на дворце и тврђаве саграђене уз море. Као феудална господа, шкотски племићи су сваког земљопоседника обавезивали да им да у службу одређен број и величину галија. На пример, острво Ман је требало да да шест галија са 26 весала, а полуострво Слит на острву Скају требало је да да једну галију са 18 весала.
Урезани прикази галија на надгробним споменицима од 1350. па надаље доказ су да су се такви бродови градили у то доба. Од 14. века напушта се окретно весло које замењује крмено кормило са прикладним равним кормилом. Из документа из 1624. сама галија је имала 18-24 весала, бирлин 12-18 весала, а лимфада неколико мање.

## Галијас
Галеас или галијас, у Турској познат под називом „махон“, развио се из великих трговачких галија.
Претворени за војну употребу, галијаси су били виши и већи од обичних, „лаких“, галија. Имали су до 32 весла са по пет веслача на сваком. Обично су имали три јарбола, као и прамчану крмену кућицу. Много је труда уложено у Млетачкој републици како би се ови галијаси учинили што бржим и како би могли да се такмиче са обичним галијама. Топничка палуба обично је пролазила изнад веслачких глава, али неке слике показују и супротан распоред.
Галијаси су обично имали више једра од правих галија, те су били много смртоноснији; галија ухваћена на боку била је потпуно беспомоћна, док је бочно прилажење галијасу, као и линијском броду, изложило нападача топовској ватри са галијаса. Галијаси су представљали пример умереног типа између галије и правог ратног брода. Упркос томе саграђено је релативно мало галијаса — један недостатак било је, будући да су се ослањали на једра, немогућност обезбеђења положаја брода испред линије галије — који су се ипак користили у бици код Лепанта 7. октобра 1571. Њихова ватрена моћ допринела је победи хришћанске морнарице, а неколико успешних пловних галијаса били су у саставу Шпанске армаде 1588. године.
Галијаси и галије наставили су да се користе у деловима Медитерана са плићим водама, мање опасним временом и несталним ветровима (посебно у Млетачкој републици и Турској) дуго времена након што су другде постали застарели. Касније су „кружне бродове“ и галијасе заменили галијуни и линијски бродови који су настали у северној Европи. Први млетачки линијски брод саграђен је 1660. године.

## Галиот и фусте
Галиоти или галиоте били су мањи и лакши типови галија. Број весала варирао је од 18 до 22 на свакој страни, док су већи примерци имали 25 весала са сваке стране.
Фуста је такође била малена галија. Био је то уски, лаки, брзи брод са плитким газом који је покретан веслима и једром. Са сваке стране фуста је имала 12-15 двоседних веслачких клупа, као и један јарбол са латинским, односно троугластим једром. Фуста је била омиљени брод северноафричких корсара из Салеа и са берберске обале. Њена брзина, покретност и способност да плови без ветра, као и могућност да се њоме манервише у плитким водама, чиниле су је идеалним пловилом за ратовање и гусарење.

## Последње галије
Опадање употребе галија било је дуготрајно, почев од развитка топова, те се полагано наставило вековима касније. Око 1304. године данска одбрана захтевала је другачији тип брода, па је галија замењена когом, бродом са једрима заравњеног дна. Велики бродови са једрима, као и са високим палубама одувек су били врло озбиљни противници галијама. До 413. п. н. е. поражене триреме могле су да траже заклон иза трговачких бродова. На Медитерану опадање употребе галија започело је између 1595. и 1605. године. То време одговара јачању холандских и енглеских трговаца. Њихови бродови су били тешко наоружани и опремљени посадом, а због своје пловности могли су истовремено деловати и као трговачки и као пиратски бродови. С друге стране, млетачке галије током лета једва да су се носиле са гусарима, док преко зиме нису могле да им пруже ама баш никакав отпор.
Због ниског надвођа и недостатка спремишних капацитета, ратне галије су обично биле издржљивије, као и приобална пловила и пловила кратког домета. Како се број трговачких морнарица повећавао, галије за отворене воде и зимско једрење изгубиле су на значају пре него што су у биткама постале застареле. Галијаси су се развили у једрењаке караке, а касније у медитеранске галеоне. Галеони северне Европе развијали су се упоредо из бродова налик коги.
Током касног 15. века започео је развој мановара, правог океанског ратног брода који је на себи имао напредна једра која су омогућавала причвршћивање у ветар, а били су тешко наоружани топовима. Мановар је напослетку тотално потиснуо галије из употребе осим у операцијама близу обале током мирног времена. Галије су већ постале бескорисне с краја 17. века када је капетан Вилијам Кид одабрао овај дизајн за свој лични брод.
С друге стране, северноафричке корсарске флоте су и даље користиле галије, те су оне на тај начин наставиле да играју значајну улогу на Медитерану све до 18. века. Последње битке у којима су се користиле галије биле су битка код Чешме, у руско-турском рату 1770. године и Руско-шведски рат (1788—1790). Галије су безуспешно користили малтешки витезови током Наполеонове опсаде Валете 1798. године.
У Америци, галије су се користиле у бици код острва Валкур 1776. године, коју је предводио Бенедикт Арнолд. Такође су их током америчког Рата за независност користили китоловци који су са својим бродовима нападали британско бродовље дуж америчке обале. Ове нападачке дружине биле су корисне у снабдевању континенталне војске преко потребним намирницама.

## Робови на галијама
Насупрот популарном приказу окованих осуђеника приказаних у филмовима попут Бена Хура, не постоје докази да су античке морнарице користиле осуђене криминалце као веслаче, уз могући изузетак појединачног примера у птолемејском Египту.
Писани извори показују да су грчке и римске морнарице уопштено давале предност слободним људима на својим галијама. Робови су коришћени као веслачи само у изузетним околностима. У неким су случајевима ови робови касније бивали ослобођени, док су у другим случајевима отпочињали службу на броду као ослобођеници.
У раним модерним временима постао је обичај међу медитеранским силама да осуђују криминалце на веслање у ратним државним галијама, у почетку само у време рата. Робови на галијама живели су у веома нездравим условима, те су многи умирали чак и кад су били осуђени на само неколико година, чак и кад су преживели бродолом или избегли смрти у бици.
Ратни заробљеници су се такође често користили као веслачи на галијама. Неколико познатих историјских личности веслало је на галијама након што их је непријатељ заробио. Међу њима били су османски корсар и адмирал Тургут-реиз, малтешки витез Жан де ла Валет.

## Преживели примерци

### Оригинални примерци
Међу инвентаром Поморског музеја у Истанбулу налази се и галија кадиргу, што је турски назив за галију, која потиче из периода владавине Мехмеда IV. Овај брод је био лична султанова галија која је служила тој сврси све до 1839. године. Она је вероватно једина сачувана галија на свету, додуше без јарбола. Дуга је 37 м, широка 5,7 м, има газ од 2 м, тежи око 140 тона и има 48 весала која су покретала 144 веслача.

### Реконструкције
Године 1971. реконструисан је Реал, заставни брод Хуан од Аустрије, који је узео учешћа у бици код Лепанта 1571. Налази се у поморском музеју у Барселони. Дуг 60 м, широк 6,2 м, има газ од 2,1 м, празан тежи 239 тона, покретало га је 290 веслача а преносило 400 чланова посаде и војника који су се борили код Лепанта. Ова галија је била у погледу садржаја већа од типичних галија тога времена.

### Археолошки остаци
Године 1965. у језеру Гарда у Италији пронађени су остаци мале млетачке галије која је потонула 1509. године. Брод је изгорео и само је остао доњи део трупа.
Средином деведесетих, у Венецијанском заливу близу острва Сан Марко де Бочалама, пронађена је још једна потонула галија. Иако је веома добро очувана, није се предузело њено вађење из мора због велике цене подухвата.